# Prime pour l'emploi
La prime pour l'emploi (PPE) était un complément de revenu versé, du 30 mai 2001 au 31 décembre 2015, par l'État français aux personnes physiques qui occupaient un emploi à faible salaire (cf. travailleur pauvre), pour favoriser le passage d'une prestation sociale (par exemple, RSA ou allocation chômage) à l'emploi, en creusant l'écart entre les revenus du travail et les revenus d'inactivité. Ce rôle a depuis été dévolu à la prime d'activité.
Elle venait en réduction de l'impôt sur le revenu et pouvait aboutir, si cette remise était supérieure à l'impôt, à un impôt négatif, c'est-à-dire que le citoyen recevait de l'argent de l'État. En 2008, 8,7 millions de salariés modestes touchaient la PPE.
Des dispositifs équivalents à la PPE et l'ayant inspiré existent aux États-Unis sous le nom de Earned income tax credit (en) depuis 1975 et au Royaume-Uni sous le nom de Working tax credit (en) depuis 1999.

## Historique
Elle a été créée en France au cours du gouvernement de Lionel Jospin par la loi no 2001-458 du 30 mai 2001, portant sur les revenus de 2000, puis a été augmentée par le gouvernement Raffarin en 2003 puis par le gouvernement Dominique de Villepin entre 2005 et 2007 (hausse de 50 % du montant maximal). L'idée sous-jacente était que l'emploi doit être plus rémunérateur que le non-emploi.
La mise en place de cet impôt négatif a été saluée aussi bien par des économistes proches de la gauche comme Thomas Piketty, Jacques Généreux que par des libéraux comme Alain Madelin ou Alternative libérale.
La prime pour l'emploi et le RSA activité, jugés trop peu efficaces, ont été fusionnés par la loi no 2015-994 du 17 août 2015 dans un nouveau dispositif : la prime d'activité, entrée en vigueur le 1er janvier 2016. Un budget de 4 milliards d'euros annuels lui a été initialement alloué. Cette prime, versée par la CAF mensuellement, a un double objectif : aider les travailleurs au revenu modeste et pousser les chômeurs à reprendre une activité.

## Un droit à la récupération fiscale
La PPE est un impôt négatif sur le revenu car elle vient en réduction du montant d'imposition demandé et peut même donner lieu à un chèque du Trésor public. Le gouvernement français dans sa loi de 2001 parlait d’un « droit à récupération fiscale ». Il s’agit d’une aide incitant au retour à l’emploi ou au maintien de l’activité destiné à compenser pour les actifs les plus modestement rémunérés une partie des prélèvements sociaux et fiscaux pesant sur le travail.

## Conditions pour bénéficier de la PPE
Pour obtenir la PPE, l’un, au moins, des membres du foyer fiscal a une activité salariée ou non salarié, à temps partiel ou non, du secteur public ou privé. Les personnes éligibles à la PPE doivent être fiscalement domiciliées en France. Dans les faits, il est demandé de déclarer son nombre total d'heures travaillées dans l'année ou de déclarer avoir travaillé à plein temps toute l'année.
En 2012, le revenu fiscal de référence du demandeur ne doit pas excéder 32 498 € pour un couple marié (ou pacsé), ou 16 251 € pour les célibataires, veufs ou divorcés. Ces montants sont majorés de 4 490 € pour chaque demi-part s’ajoutant à une part (personne seule) ou à deux parts (couple marié ou pacsé).
La majoration s’élève à 4 490 € divisés par deux pour chaque quart de part lié à la présence d’un enfant en résidence alternée. De plus, le foyer fiscal du bénéficiaire de la prime ne doit pas être assujetti à l'ISF.

### Prime pour l'emploi pour les journalistes
Les journalistes doivent obligatoirement obtenir la carte de presse après trois mois d'activité, si leur activité journalistique leur procure plus de 50 % de leurs revenus. Cette carte de presse ne peut leur être refusée si leur activité journalistique leur procure plus de 75 % de leurs revenus. La carte de presse donne droit à un abattement général de 7 650 €, qui fait que dans de nombreux cas leur revenu fiscal de référence se trouve en dessous des seuils ci-dessus.
Comme il n'y a pas d'abattement du nombre d'heures travaillées (le second critère de la prime), de nombreux journalistes étaient donc bénéficiaires de la prime pour l'emploi. Comme il n'y a qu'un très petit nombre de porteurs de la carte de presse (0,15 % de la population active), ce nombre de journalistes bénéficiaires n'a été pas rendu public, et il ne s'agit pas d'une erreur mais d'une aide voulue et renouvelée par les gouvernements successifs (Aides à la presse en France#Les impôts des journalistes).

## Montant de la PPE
Le montant versé dépend de la durée d'activité annuelle du demandeur, de son revenu d'activité, et de son statut familial.
Elle est calculée pour chaque membre du foyer (parents, enfants). Les montants suivants sont valables pour un temps plein :
- Pour une personne célibataire (ou les pacsés/mariés dont les deux conjoints gagnent un minimum de 3743 €) qui a travaillé à plein temps : la prime comme fonction de son revenu sera zéro pour un revenu jusqu'à 3 742 euros, puis saute à 288 euros pour un revenu de 3 743 euros, monte de façon linéaire jusqu'à 961 euros pour un revenu de 12 475 euros, puis redescend pour atteindre zéro à nouveau à un revenu de 17 451 euros.
- Pour une personne mariée dont le conjoint ne travaille pas (ou en tout cas touche moins de 3743 €), c'est la même fonction, toutefois majorée de 83 euros pour un revenu entre 3 743 euros et 24 950 euros, puis la prime descend de façon linéaire pour atteindre zéro à un revenu de 26 572 euros.

Si une personne a travaillé à temps partiel, il faut calculer le revenu en équivalent temps plein (sur la base de 35×52=1 820 heures pour les salariés ou 360 jours pour les indépendants) : multiplier le revenu perçu par 1820 (ou 360) et diviser par le nombre d'heures (ou de jours) effectué.
Si nous appelons cette fraction X, sa prime sera G(X)F(R/X) où R est son revenu, F() est la fonction appropriée du paragraphe précédent (plein temps), et G(X)=1.85·X pour 0<X≤0.5, ou 0.85+0.15·X pour 0.5≤X≤1. Ceci veut dire que pour une personne célibataire une prime est accordée seulement si le revenu moyen par heure est compris entre 2,06 et 9,59 euros ou, pour un indépendant, si le revenu moyen par jour est compris entre 10,40 et 48,48 euros. Si elle a travaillé moins de 910 heures ou 180 jours et a gagné entre 2,06 et 6,85 euros par heure, ou entre 10,40 et 34,65 euros par jour, la prime sera 1,85 × 7,7 % = 14,245 % de son revenu.
Une personne ayant gagné moins de 3743 € ne perçoit pas de prime, même si son équivalent temps plein serait supérieur[réf. souhaitée].
La prime payée à un foyer est la somme des primes pour les actifs, plus des majorations pour des personnes à charge :
- si le revenu de la personne la plus riche du foyer ne dépasse pas 17 451 euros : 36 euros par personne à charge.
- 36 euros quel que soit le nombre de personnes à charge si les revenus de la personne la plus riche du foyer sont entre 17451 et 26572 €.
- S'il s'agit d'un parent seul il reçoit encore 36 euros de plus.

Si la prime calculée est inférieure à 30 euros elle ne sera pas versée. Enfin, le montant du RSA activité est diminué du montant de la prime versé. Si le RSA activité dépasse la prime, celle-ci n'est pas versée.
ex. :
- un couple avec deux enfants. Le mari a travaillé à temps plein et perçu 16 000 €. La femme n'a pas travaillé. La prime correspondante est (17451-16000)*0,193=280 € majoré de 83 € soit 363 €. La prime pour l'emploi est également majoré de 36 € par enfant pour un montant final de 435 €.
- un célibataire a travaillé 700 heures et perçu 5000 €. Il a donc travaillé moins de 910 heures. Son équivalent temps plein est 5000/700*1820=13000 €. La prime correspondante est (17451-13000)*0,193=859 €. Le montant réel final de la prime vaut donc 1,85*(859/1820*700)=611 €.
- un célibataire vivant seul avec un enfant a travaillé 1400 heures et perçu 10 000 €. Il a donc travaillé plus de 910 heures. Son équivalent temps plein est 10000/1400*1820=13000 €. La prime correspondante est (17451-13000)*0,193=859 €. Le montant de la prime vaut donc 0,15*(859/1820*1400) plus 0,85*(859) soit 99+730 = 829 €. Elle est majorée de 36 € pour l'enfant et 36 € pour le fait de vivre seul. Le montant final vaut donc 901 €.

Jusqu'en 2009, un acompte forfaitaire de 400 euros était versé, et ensuite régularisé sur l'avis d'imposition reçu. Désormais, la prime est versée en une fois, en général à la rentrée.

## Effets de la prime pour l'emploi
Diverses études réalisées avant 2005 soulignent l'impact positif, mais faible, sur le marché de l'emploi en France depuis 2001. L’effet positif de la PPE est susceptible de se renforcer avec les augmentations de la PPE réalisées entre 2005 et 2007.
De nombreux économistes, dont Jean-Hervé Lorenzi, proposent de mieux cibler la PPE pour renforcer son efficacité.
Une étude publiée par l'INSEE en 2008 relève quant à elle le faible caractère incitatif de la prime sur le retour à l'emploi concernant l'année 2001. Cela s'explique par le faible montant et le délai entre la reprise d'activité et le versement de la prime assez important pouvant aller jusqu'à dix-huit mois. De plus cela portait sur la première année suivant la création de la loi ce qui peut expliquer qu'elle n'était pas encore suffisamment connue, enfin les montants de la prime ont été revus à la hausse depuis.
Aux États-Unis, une augmentation de 10 % de la prime pour l’emploi semble permettre de diminuer les suicides de 5,5 % parmi les adultes.

## Niveau et coût pour l'État
En 2006, un foyer fiscal sur quatre a touché la PPE, en moyenne 377 euros. En 2008, le coût total de la PPE est de 3,2 milliards d'euros.
Le montant maximal de la PPE est de 714 euros en 2006 et 948 euros en 2007.
En 2011, 6,7 millions de foyers ont reçu en moyenne 450 euros.
En 2013, la PPE concerne 6,3 millions de bénéficiaires pour un coût annuel de 2,45 milliards d'euros. Elle est complétée par le RSA activité versé à 0,7 million de personnes pour un coût de 1,6 milliard.